# ホットドッグプレスドリームガールズ
ホットドッグプレスドリームガールズ（Hot-Dog PRESS Dream Girls）は、雑誌 『ホットドッグ・プレス』（講談社）において行われていたグラビアアイドルのコンテスト、およびその受賞者である。1999年（平成11年）から毎年1回、計4回にわたって開催された。

## 歴代受賞者
- 第1回 1999年（平成11年） 
グランプリ・眞鍋かをり、準グランプリ・結城恵理子、寺田奈央、審査員特別賞・阿部真理奈、大貫真貴美
- 第2回 2000年（平成12年） 
グランプリ・肘井美佳
- 第3回 2001年（平成13年） 
グランプリ・公平美紅、準グランプリ・平島ひさ美、山口愛実、審査員特別賞・新井梨絵、佐藤ゆりな、鈴木朝美
- 第4回 2002年（平成14年） 
グランプリ・星久美、準グランプリ・高杉さと美、青木小明